# آلفردو (بازیکن فوتبال، زاده ۱۹۴۶)
آلفردو موستاردا فیلو (به پرتغالی: Alfredo Mostarda Filho؛ ۱۸ اکتبر ۱۹۴۶ – ۲۸ مارس ۲۰۲۵) که با نام آلفردو نیز شناخته 
می‌شد، بازیکن فوتبال اهل برزیل بود.
از جمله باشگاه‌هایی که وی در آن‌ها بازی کرده‌، می‌توان به باشگاه فوتبال پالمیراس، باشگاه فوتبال کوریتیبا، باشگاه ورزشی کروزیرو و باشگاه فوتبال سانتوس اشاره کرد.
وی همچنین در تیم ملی فوتبال برزیل بازی کرده‌است.

آلفردو در ۲۸ مارس ۲۰۲۵، در سن ۷۸ سالگی درگذشت.